# Redningskrans
En redningskrans (eller bjærgemærs i maritimt sprog) er en flydende anordning (en slags bøje), som anvendes ved livreddning i vand. 
En redningskrans er udformet som en ring af et hårdt flydende materiale som kork eller skumplast betrukket med stof og med en ring af reb påsat den ydre kant. 
Redningskranse skal forefindes på både, ved bådebroer, havne og andre kystområder.
Disse må ikke forveksles med baderinge, som anvendes som legetøj.